# Линейные крейсера типа «Индефатигебл»
Тип «Индефа́тигебл» (англ. Indefatigable class, пр. [ˌɪndɪˈfætɪgəbl], букв. — «Неутомимый») — серия британских линейных крейсеров. В некоторых русскоязычных источниках упоминается в ошибочной транскрипции «Индифетигейбл». Вторая серия линейных крейсеров Великобритании, тип «Индефатигебл» был спроектирован для кораблестроительной программы 1908 года и представлял собой дальнейшее развитие линейных крейсеров типа «Инвинсибл», отличаясь от них удлинённым корпусом и оптимизированным расположением башен главного калибра. Всего в 1909—1913 годах были построены три корабля этого типа. Два из них строились на деньги Австралии и Новой Зеландии, предназначаясь для их флотов, но последний был по завершении передан КВМС Великобритании, и лишь «Австралия» вошла в состав КВМС Австралии, став единственным капитальным кораблём в их истории.

## История разработки
Хотя лорд Фишер и соглашался с мнением своих офицеров, что линкор остаётся основной силой флота, сам он считал, что стоит строить только крейсера, подобные «Инвинсиблу». Столкновение различных точек зрения привело к появлению проекта корабля, являвшегося предвестником быстроходных линкоров. Ещё до закладки «Инвинсиблов» при рассмотрении вариантов серии линкоров «Беллерофон» был предложен вариант «Дредноута» с увеличением скорости до 25 узлов (сохранился только вариант X4, но, скорее всего, были и X1—X3). Водоизмещение при этом выходило больше 22 000 т, и Совет Адмиралтейства отверг такой дорогостоящий проект, считая, что трёх запланированных «Инвинсиблов» и так достаточно.
В рамках подготовки программы 1907—1908 года был подготовлен ряд проектов усовершенствованного «Инвинсибла». Основным внешним изменением было увеличение длины корабля, чтобы разнести бортовые башни по длине с целью получения лучших секторов обстрела. Проекты, представленные на рассмотрение совета 20 ноября 1906 года, имели те же восемь 305-мм 45-калиберных орудий и 16 102-мм противоминных, что и на «Инвинсибле». Силовая установка планировалась той же, поэтому скорость, по сравнению с «Инвинсиблом», упала. В варианте «A» бронирование осталось тем же, остальные варианты получили более толстый пояс. На следующий день были рассмотрены варианты с 305-мм 50-калиберными орудиями. В конечном счёте был разработан вариант «E», в котором вернулись к требованию получения скорости в 25 узлов. 19 декабря 1906 года он был утверждён, и началась его детальная проработка.
Но тут вмешалась политика. Пришедшее к власти в Великобритании правительство, возглавляемое премьер-министром Асквитом, с целью экономии бюджетных средств, добилось уменьшения кораблестроительных программ. Если в первоначальные планы входило строительство 4 линкоров и линейных крейсеров в год, то было принято решение сократить программы строительства до трёх кораблей в 1906—1907 и 1907—1908 годах и до двух в 1908—1909 годах. Поэтому по программе 1907—1908 годов были заказаны только три линкора типа «Сент-Винсент», и линейный крейсер не заказывался. Работы по проекту «E» тем не менее какое-то время ещё продолжались.
| Проект                                                             | X4                | A             | B             | C             | A             | B             | D             | E             |
| ------------------------------------------------------------------ | ----------------- | ------------- | ------------- | ------------- | ------------- | ------------- | ------------- | ------------- |
| Дата                                                               | 2.12.1905         | 20.11.1906    | 20.11.1906    | 20.11.1906    | 21.11.1906    | 21.11.1906    | 22.11.1906    | 05.12.1906    |
| Длина, м                                                           | 176,8             | 167,6         | 167,6         | 167,6         | 170,7         | 170,7         | 172,2         | 172,2         |
| Ширина, м                                                          | 25,3              | 24,08         | 24,23         | 24,38         | 24,69         | 24,69         | 24,69         | 25,3          |
| Осадка, м                                                          | 8,38              | 8,00          | 8,08          | 8,15          | 8,15          | 8,23          | 8,23          | 8,23          |
| Мощность СУ, л. с.                                                 | 45 000            | 41 000        | 41 000        | 41 000        | 41 000        | 41 000        | 43 000        | 43 000?       |
| Скорость, узлы                                                     | 25                | 24,5          | 24,5          | 24,25         | 24            | 24            | 24            | 25            |
| Бронирование, мм                                                   |                   |               |               |               |               |               |               |               |
| Пояс                                                               | 279               | 152           | 229           | 229           | 229           | 254           | 254           | 229           |
| Барбеты                                                            | 279               | 178           | 178           | 178           | 178           | 178           | 178           | 178           |
| Башни                                                              | 279               | 178           | 178           | 178           | 178           | 178           | 178           | 178           |
| Рубка                                                              | 279               | 254           | 254           | 254           | 254           | 254           | 254           | 254           |
| Вооружение                                                         |                   |               |               |               |               |               |               |               |
| Главный калибр                                                     | 5×2×305-мм/45     | 4×2×305-мм/45 | 4×2×305-мм/45 | 4×2×305-мм/45 | 4×2×305-мм/50 | 4×2×305-мм/50 | 4×2×305-мм/50 | 4×2×305-мм/50 |
| Противоминный                                                      | 8×102-мм 18×76-мм | 16×102-мм     | 16×102-мм     | 16×102-мм     | 16×102-мм     | 16×102-мм     | 16×102-мм     | 16×102-мм     |
| 533-мм ТА                                                          | 3                 | 5             | 5             | 5             | 5             | 5             | 5             | 3             |
| Статьи весовой нагрузки при нормальном водоизмещении, длинных тонн |                   |               |               |               |               |               |               |               |
| Оборудование                                                       | 750               | 680           | 700           | 700           | 720           | 720           | 720           | 720           |
| Вооружение                                                         | 3210              | 2600          | 2600          | 2600          | 2780          | 2780          | 2780          | 2780          |
| СУ                                                                 | 3550              | 3420          | 3420          | 3420          | 3450          | 3450          | 3500          | 4100          |
| Уголь                                                              | 1000              | 1000          | 1000          | 1000          | 1000          | 1000          | 1000          | 1000          |
| Броня                                                              | 6540              | 3600          | 3860          | 4180          | 4500          | 4650          | 5150          | 5200          |
| Корпус                                                             | 7350              | 6700          | 6820          | 6900          | 7150          | 7200          | 7450          | 7500          |
| Запас                                                              | 100               | 100           | 100           | 100           | 100           | 100           | 100           | 100           |
| Итого                                                              | 22 500            | 18 100        | 18 500        | 18 900        | 19 700        | 19 900        | 20 700        | 21 400        |

Но в июне 1907 года правительство предложило вообще отказаться от строительства линейных крейсеров и построить два броненосных крейсера с 234-мм орудиями. Это предложение встретило резкое сопротивление со стороны лордов Адмиралтейства. В конечном счёте договорились о компромиссе. Вместо дорогостоящего, подросшего до 22 000 т проекта «E» был разработан «бюджетный» проект «A». Бронирование вернули на уровень «Инвинсибла», и вернулись к 305-мм 45-калиберным орудиям. Единственным существенным усовершенствованием по сравнению с «Инвинсиблом» стало увеличение секторов стрельбы бортовых башен. По программе 1908—1909 года было решено строить линкор «Нептун» и линейный крейсер по проекту «A». В ноябре 1908 года после детальной проработки проект несколько «подрос» в водоизмещении и был окончательно утверждён. 9 декабря 1908 года крейсер получил имя «Индефатигебл» и в феврале 1909 года заложен на верфи в Девенпорте.
Летом 1908 года в прессе вспыхнул грандиозный скандал. Были обнародованы планы Германии закладывать по четыре капитальных корабля в год, начиная с 1908 финансового года. Политика кабинета Асквита подверглась резкой критике. В конечном счёте была сформирована чрезвычайная кораблестроительная программа 1909—1910 года, по которой закладывались шесть линкоров, в том числе четыре типа «Орион» с 343-мм орудиями и два линейных крейсера с 343-мм орудиями типа «Лайон».
По требованию Фишера постройка велась в обстановке строгой секретности. Реальные характеристики «Индефатигебла» держались в секрете, и пресса долгое время приписывала ему несуществующие улучшения по сравнению с «Инвинсиблом». Так, например, журнал «Naval und Military Record» за 1909 год приписывал ему газотурбинную силовую установку и 343-мм орудия. С другой стороны, немцы также засекретили характеристики своих линейных крейсеров. Долгое время считалось, что они имеют меньшую скорость, меньший калибр и более многочисленные орудия главного калибра при бронировании, сравнимом с «Инвинсиблом». Поэтому на момент постройки «Индефатигебл» считался сильнее германского линейного крейсера «Фон дер Танн» и немного слабее строившегося линейного крейсера «Мольтке», который был заложен на месяц раньше «Индефатигебла».
И когда два британских доминиона — Австралия и Новая Зеландия — тоже решили помочь метрополии и собрали средства на постройку двух капитальных кораблей, по настоянию Фишера ими стали линейные крейсера. Причём было решено построить крейсера «Австралия» и «Новая Зеландия» по проекту «Индефатигебла». Постройка «Австралии» по этому проекту была ещё как-то оправдана, потому что она планировалась в роли флагмана Австралийского флота, а нормальной практикой для удалённых от метрополии станций было использование в качестве флагманских кораблей броненосцев второго класса или крейсеров. Однако «Новая Зеландия» изначально планировалась для передачи флоту Великобритании. И в дальнейшем решение о постройке двух этих крейсеров по проекту «Индефатигебла» критиковалось, так как к моменту их закладки уже были заложены более сильные «Лайон» и «Принцесс Ройал», и «Австралия» и «Новая Зеландия» вполне могли быть заложены по новому проекту. Для «Австралии» и «Новой Зеландии» усовершенствования по сравнению с исходным проектом ограничились несколько изменённой схемой бронирования, небольшим ростом водоизмещения и вызванным этим увеличением мощности силовой установки для сохранения той же скорости.
| Проект                                                             | «Инвинсибл» (проект) | E             | A             | A             | «Индефатигебл» (при постройке) | «Австралия» (проект) |
| Дата                                                               | 22 июня 1905         | июнь 1907     | март 1908     | ноябрь 1908   | ?                              | 1909                 |
| ------------------------------------------------------------------ | -------------------- | ------------- | ------------- | ------------- | ------------------------------ | -------------------- |
| Длина между перпендикулярами, м                                    | 161,544              | 172,212       |               | 169,164       | 169,164                        | 169,164              |
| Длина наибольшая, м                                                | 172,8216             |               | 178,308       | 179,832       | 179,832                        | 179,832              |
| Ширина, м                                                          | 23,9268              | 25,2984       | 24,5364       | 24,384        | 24,384                         | 24,384               |
| Осадка, м                                                          | 7,9248               | 8,2296        | 8,0772        | 8,0772        | 8,0772                         | 8,0772               |
| Мощность, л. с.                                                    | 41 000               | 43 000?       | 43 000        | 43 000        | 43 000                         | 44 000               |
| Скорость, узлы                                                     | 25                   | 25            | 25            | 25            | 25                             | 25                   |
| Бронирование, мм                                                   |                      |               |               |               |                                |                      |
| Пояс                                                               | 152                  | 229           | 152           | 152           | 152                            | 152                  |
| Барбеты                                                            | 178                  | 178           | 178           | 178           | 178                            | 178                  |
| Башни                                                              | 178                  | 178           | 178           | 178           | 178                            | 178                  |
| Рубка                                                              | 254                  | 254           | 254           | 254           | 254                            | 254                  |
| Вооружение                                                         |                      |               |               |               |                                |                      |
| Главный калибр                                                     | 4×2×305-мм/45        | 4×2×305-мм/50 | 4×2×305-мм/45 | 4×2×305-мм/45 | 4×2×305-мм/45                  | 4×2×305-мм/45        |
| Противоминный калибр                                               | 16×102-мм            | 16×102-мм     | 16×102-мм     | 16×102-мм     | 16×102-мм                      | 16×102-мм            |
| 533-мм ТА                                                          | 5                    | 3             | 2             | 2             | 2                              | 2                    |
| Статьи весовой нагрузки при нормальном водоизмещении, длинных тонн |                      |               |               |               |                                |                      |
| Оборудование                                                       | 660                  | 720           | 665           | 680           | 690                            | 690                  |
| Вооружение                                                         | 2440                 | 2960          | 2540          | 2580          | 2610                           | 2615                 |
| СУ                                                                 | 3390                 | 4190          | 3650          | 3655          | 3655                           | 3655                 |
| Уголь                                                              | 1000                 | 1000          | 1000          | 1000          | 1000                           | 1000                 |
| Броня                                                              | 3460                 | 5470          | 3800          | 3735          | 3735                           | 3670                 |
| Корпус                                                             | 6200                 | 7560          | 6995          | 7000          | 7000                           | 7070                 |
| Запас                                                              | 100                  | 100           | 100           | 100           | 60                             | 100                  |
| Итого                                                              | 17 250               | 22 000        | 18 750        | 18 750        | 18 750                         | 18 800               |

## Конструкция

### Корпус
Проектное нормальное водоизмещение «Индефатигебла» составляло 18 750 т, при средней осадке 8,07 м. У «Австралии» и «Новой Зеландии» — 18 800 т при той же осадке. Водоизмещение в полном грузу без нефти для всех трёх составляло 21 240 т при средней осадке 9,14 м. Длина между перпендикулярами составляла 169,3 м, наибольшая — 180 м. Ширина — 24,4 м. Отношение L/B равнялось 7,37. При нормальном водоизмещении высота надводного борта была 9,14 м в носовой оконечности, 6,78 м на миделе и 5,25 в корме. Высота борта на миделе составляла 14,85 м.
Корпус корабля был разделён водонепроницаемыми переборками на XXI отсек. Двойное дно простиралось на 87 % длины корабля. Способ силового набора корпуса — смешанный. Бортовые башни были разнесены по длине на 25 метра, что увеличило их сектора обстрела. Однако при этом носовая и кормовая башни главного калибра стали больше сдвинуты к оконечностям (носовая на 6 м и кормовая на 7 м), что снизило мореходность по сравнению с «Инвинсиблом». Но за счёт большей длины корпуса и лучших обводов скорость получилась несколько выше.
По проекту метацентрическая высота при нормальном водоизмещении должна была быть 1,07 м, в полном грузу без нефти 1,17 м и с нефтью — 1,19 м. Фактические значения у «Индефатигебла» оказались несколько меньше. На крейсерах были установлены два параллельных балансирных руля. Это обеспечивало хорошую поворотливость при небольшом радиусе тактической циркуляции, но приводило к сложностям управления при движении задним ходом.
Корабли имели высокие треногие мачты с большим расстоянием между ними и передней и средней дымовыми трубами. Для снижения задымления расположенного на фок-мачте носового поста управления артиллерийским огнём носовую дымовую трубу сделали выше. Справиться с задымлением расположенного на грот-мачте второго поста не удалось, и его в конце концов демонтировали.
Корабли серии по внешнему виду отличались друг от друга. На «Индефатигебле» нижний мостик оснащался отдельными крыльями. На марсе фок-мачты не был установлен дальномер. Грот-мачта оснащалась гафелем для флага. На «Новой Зеландии» передний мостик имел дополнительные верхние крылья. На «Австралии» дальномер был установлен на задней надстройке, отсутствовал гафель для флага.
Линейные крейсера оборудовались тремя становыми 6,35-тонными якорями Ветени Смита без штока, 2,13-тонным якорем системы Мартина (стоп-анкер и верп) и двумя 0,254-тонными якорями адмиралтейского типа.
Корабельные спасательные средства были рассчитаны на 695 человек и включали два паровых 15-метровых полубаркаса (общая вместимость 140 человек), один парусный 11-метровый полубаркас (86 человек), три 10-метровых спасательных катера (177 человек), две 9-метровые гички (52 человека), три 8-метровых вельбота (72 человека), две 5-метровые динги (20 человек) и один бальсовый плот (8 человек).
Крейсера комплектовались восемью парами боевых прожекторов с диаметром зеркала 610 мм. Две пары размещались на носовом мостике, две по бокам носовой дымовой трубы и четыре на платформах вокруг грот-мачты.
В 1909 году на мачтах были установлены указатели дистанции до кораблей противника — большие циферблаты со стрелками. На момент вступления в строй каждый корабль оснащался длинноволновой радиостанцией Mk.I и радиостанцией ближнего действия типа «9».
Расположение кают экипажа осталось таким же, как на «Инвинсибле», — офицерские в носовой части и каюты рядового и старшинского состава в корме.

### Вооружение
Вооружение всех крейсеров типа «Индефатигебл» состояло из восьми 305-мм 45-калиберных орудий Mk.X, таких же, как на типе «Инвинсибл». Орудия со скреплением проволокой и поршневым затвором системы Велина, они размещались в четырёх двухорудийных башнях. Две башни размещались в оконечностях, ещё две диагонально в середине корпуса, правая башня ближе к носу, чем левая. Носовая башня имела обозначение «A», левая бортовая — «P», правая бортовая «Q» и кормовая «Y». Высота осей орудий над водой у башни «A» составляла 9,7 м, у «P» и «Q» — 8,5 м, а у «Y» — 6,4 м. Сектора обстрела концевых башен были такие же, как на «Инвинсибле», — 280° у носовой и 300° у кормовой. За счёт того, что по длине корпуса бортовые башни были разнесены дальше друг от друга, сектор их стрельбы на противоположный борт составлял 70° вместо 30°.
Орудийные установки главного калибра — Mk.VIII*, конструктивно подобны Mk.VIII, установленным на типе «Беллерофон». Для «Индефатигебла» и «Новой Зеландии» орудийные установки поставлялись фирмой Армстронг из Элсвика. Для «Австралии» — фирмой Виккерс из Барроу. Орудия первоначально имели углы склонения −3° и возвышения +13,5°. Затем угол возвышения увеличили до +16°. Установки изначально были приспособлены для работы со снарядами с радиусом оживала в 4 калибра. Заряд кордита имел массу в 117 кг. Бронебойному снаряду с радиусом оживала головки 4 калибра и массой 389,8 кг сообщалась начальная скорость в 831 м/с. При максимальном угле возвышения в +16° это обеспечивало дальность в 18 690 м. Скорострельность орудий составляла приблизительно 1,5 выстрела в минуту.
В мирное время боекомплект состоял из 640 снарядов — по 80 снарядов на ствол. Типовой боекомплект состоял из 24 бронебойных, 28 полубронебойных и 28 фугасных. Несколько из фугасных снарядов могли заменяться на шрапнельные. Во время войны боекомплект увеличивался до 880 снарядов — по 110 ствол. В начале войны это были 33 бронебойных, 38 полубронебойных и 39 фугасных снаряда. К концу войны боекомплект был изменён на 44 бронебойных, 38 полубронебойных и 33 фугасных снаряда.
В 1915—1916 годах на всех трёх крейсерах на марсе фок-мачты были установлены приборы управления стрельбой центральной наводки.
Противоминная артиллерия состояла из 16 102-мм 50-калиберных орудий BL Mk.VII в установках P II. Однако расположили их не на башнях, а в надстройках — шесть в носовой и восемь в кормовой. Первоначально они не были прикрыты бронёй, но позже по четыре орудия в каждой надстройке получили щиты. Количество стволов противоминной артиллерии постоянно уменьшалось. В 1915 году были сняты два орудия с кормовой надстройки. С «Новой Зеландии» в 1917 году сняты дополнительно четыре орудия, и к 1919 году сняли ещё четыре, оставив шесть. Боекомплект для них составлял по 100 снарядов на орудие. На момент начала эксплуатации это были 50 полубронебойных и 50 фугасных. Потом их поменяли на 30 полубронебойных и 70 фугасных. К концу службы боекомплект состоял из 25 полубронебойных, 60 фугасных и 15 фугасных с трассёром.
Первоначально зенитного вооружения крейсера не имели. Были установлены четыре 47-мм салютные пушки Гочкиса и 5 пулемётов Максима. В процессе эксплуатации крейсера получали зенитные орудия, состав которых постоянно менялся. На «Индефатигебле» в марте 1915 года было установлено 76-мм зенитное орудие Mk.I в установке HA Mk.II. На «Австралии» в марте 1915 года было установлено 76-мм зенитное орудие Mk.I в установке HA Mk.II. В июне 1917 года было установлено одно зенитное 102-мм орудие BL Mk.VII в установке HA Mk.II. На «Новой Зеландии» с октября 1914 по конец 1915 года на башнях стояли 47-мм орудия Гочкиса. С января 1915 по апрель 1917 года стояло одно 76-мм зенитное орудие Mk.I в установке HA Mk.II. В апреле 1917 года были установлены два зенитных 102-мм орудия BL Mk.VII в установках HA Mk.II. Торпедное вооружение состояло из двух 533-мм бортовых подводных торпедных аппаратов с боекомплектом 12 торпед.
| Орудие                                 | 12″/45 Mark X               | 12″/45 Mark X               | 4″/50 BL Mark VII | 4″/50 BL Mark VII | 3″/45 20cwt QF HA Mark I | 47-мм Гочкиса |
| -------------------------------------- | --------------------------- | --------------------------- | ----------------- | ----------------- | ------------------------ | ------------- |
| Год разработки                         | 1904                        | 1904                        | 1904              | 1904              | 1910                     | 1885          |
| Калибр, мм                             | 305                         | 305                         | 102               | 102               | 76                       | 47            |
| Длина ствола, калибров                 | 45                          | 45                          | 50                | 50                | 45                       | 40            |
| Масса орудия, кг                       | 58 626                      | 58 626                      | 2126              | 2126              | 1020                     | 240           |
| Скорострельность, выстр/мин            | 1,5                         | 1,5                         | 6—8               | 6—8               | 12—14                    | 20            |
| Установка                              | BVIII, BVIII*, BIX, BX      | BVIII, BVIII*, BIX, BX      | PII               | HA Mark II        | ?                        | ?             |
| Углы склонения/возвышения              | −3°/+13,5°                  | −3°/+16°                    | −7°/+15°          | −10°/+60°         | −10°/+90°                | /+60°?        |
| Тип заряжания                          | картузное                   | картузное                   | картузное         | картузное         | унитарное                | унитарное     |
| Тип снаряда                            | бронебойный Mark VIa (4crh) | бронебойный Mark VIa (4crh) | полубронебойный   | шрапнельный?      |                          | фугасный      |
| Вес снаряда, кг                        | 389,8                       | 389,8                       | 14,06             | 14,06             | 5,67                     | 1,5           |
| Вес и тип метательного заряда          | 117 кг MD45                 | 117 кг MD45                 | 4,3 кг MD16       | 2,7 кг MD8        | 0,96 кг MD               | 0,24 кг MD    |
| Начальная скорость, м/с                | 831                         | 831                         | 873               | 732               | 762                      | 574           |
| Максимальная дальность, м              | 17 236                      | 18 690                      | 12 660            |                   |                          |               |
| Досягаемость по высоте максимальная, м | —                           | —                           | —                 | ?                 | 11 340                   | 3000          |
| Эффективная, м                         | —                           | —                           | —                 | ?                 | 7160                     | 1100          |

### Бронирование

Сечение по миделю линейного крейсера «Австралия»

Вес брони составлял 3655 тонн. Главный броневой пояс имел толщину 152 мм и устанавливался на подкладке из тикового дерева толщиной 51 мм. Он имел высоту 3,36 м, уходя под воду на 1,07 м при нормальном водоизмещении. Но, в отличие от «Инвинсибла», он был более коротким — 91 м против 95 — и переходил в 102-мм пояс, не доходя до барбетов башен «A» и «Y» (на «Инвинсибле» там была 152-мм броня). На «Индефатигебле» он в носовой и кормовой частях в районе башен сужался сначала до 102 мм, а потом продолжался толщиной 64 мм до самого форштевня и ахтерштевня. На «Новой Зеландии» и «Австралии» пояс в районе башен «A» и «Y» сужался до 127 мм, а потом до 102 мм, но не доходил до оконечностей.
На «Индефатигебле» кормовая траверзная переборка имела толщину 114 мм и проходила по заднему краю барбета башни «Y». Носовой траверз на «Индефатигебле» и оба траверза на «Новой Зеландии» и «Австралии» имели толщину 102 мм и проходили по краю 102-мм броневого пояса.
На «Австралии» и «Новой Зеландии» верхняя броневая палуба имела толщину 25,4 мм, в районе погребов увеличиваясь до 51 мм. У бортовых башен в районе, примыкающем к борту, её толщина возрастала до 64 мм. На «Индефатигебле» бронёй в 25,4 мм покрывался только небольшой участок палубы в районе погребов.
Нижняя главная броневая палуба на «Индефатигебле» имела толщину 31 мм и 51 мм на скосах. На двух следующих крейсерах она имела толщину 25,4 мм со скосами в 25,4 мм, увеличиваясь в оконечностях до 64 мм. На «Индефатигебле» в оконечностях она имела толщину 51 мм.
Барбеты башен главного калибра имели толщину 178 мм, утончаясь на уровне главного броневого пояса до 114—76 мм. Лобовая, боковые и кормовая плиты башен имели толщину 178 мм, крыша и настил — 76 мм. Носовая боевая рубка имела толщину стенок 254 мм, а крыши — 76 мм. Коммуникационная труба имела толщину стенок 102 мм. Рубка управления торпедной стрельбой на кормовой надстройке имела толщину стенок и крыши в 25,4 мм. Дымоходы защищались бронёй 38-мм толщины. Бронированной противоторпедной переборки не было, но в районе погребов были установлены экраны толщиной 38—64 мм.

### Силовая установка
Силовая установка была во многом сходной с «Инвинсиблом», но из-за разнесения бортовых башен по длине её компоновка поменялась. В пяти котельных отделениях располагались 32 водотрубных котла Бабкока и Уилкокса с трубками большого диаметра, выдающих пар под рабочим давлением в 16,5 кг/см². Котлы имели угольное отопление с возможностью впрыска нефти. Из-за бортовых башен котельные отделения были разделены не на две, а на три группы. Между носовой и бортовыми башнями располагались КО № 1 и № 2, КО № 3 и № 4 между бортовыми башнями и № 5 за ними. КО № 1 и 2 имели длину по 11,4 м, в первом располагались 5 котлов, во втором 7. КО № 3 имело длину 6,1 м, и в нём размещалось 4 котла. КО № 4 и 5 имели длину по 11,6 м, и в каждом размещалось по 8 котлов.
Два машинных отделения и два отделения главных конденсаторов занимали длину 25,6 м. Машинные отделения включали два комплекта турбин Парсонса. Их состав и расположение были идентичны «Инвинсиблу». Однако отсутствовали отдельные турбины крейсерского хода, и была увеличена мощность турбин заднего хода. Турбины приводили во вращение четыре трёхлопастных винта.
Номинальная мощность силовой установки «Индефатигебла» составляла 43 000 л. с., для «Австралии» — 44 000 л. с. Первоначально винты на «Индефатигебле» были неоптимальной формы, и он при достигнутой мощности в 49 675 л. с. показал скорость только в 25,01 узла. Но в апреле 1913 года винты поменяли на другие, более совершенной формы, и, развив мощность в 55 881 л. с., крейсер достиг скорости 26,89 узла. «Новая Зеландия» развила скорость 26,38 узла при 49 048 л. с., «Австралия» — 26,79 узла при мощности 55 140 л. с.
В том же 1913 году во время 8-часовых испытаний на полный ход «Индефатигебл» показал среднюю мощность 48 420 л. с. при расходе угля 0,59 кг/л. с. в час. В ходе 30-часовых испытаний «Индефатигебл» показал среднюю мощность 31 794 л. с. при расходе угля 0,73 кг/л. с. в час. Максимальный запас топлива для «Индефатигебла» составлял 3340 т угля и 870 т нефти, для «Австралии» и «Новой Зеландии» — 3170 и 840 т соответственно.
Проектная дальность 10-узловым ходом составляла 6690 морских миль. Для «Австралии» и «Новой Зеландии» расчётная дальность хода при использовании только угля на 16-узловом ходу была 5100 миль и 4770 миль соответственно, на 23,5 узлах — 2470 и 2290 миль. При сжигании нефти она увеличивалась при 16 узлах до 6970 и 6540 миль и на 23,5 узлах до 3360 и 3140 миль соответственно.

### Модернизации
1914—1915
На «Индефатигебле» были установлены щиты на 102-мм орудия. 47-мм зенитные орудия были установлены на задней надстройке «Индефатигебла» и на крышах башен «P», «Q» и «Y» двух других крейсеров. Два прожектора были добавлены на нижнюю платформу фок-мачты «Индефатигебла». Одна пара прожекторов смонтирована по центру надстройки. Остальные сняты. На «Австралии» и «Новой Зеландии» был модифицирован мостик, огородили навигационную платформу.
1915—1916
Пост управления стрельбой центральной наводки орудий главного калибра установлен на платформу фок-мачты над боевой рубкой. Установлены на башнях зенитные орудия на «Новой Зеландии». Весной 1916 года с «Новой Зеландии» и «Индефатигебла» сняты противоторпедные сети (на «Австралии» они сохранялись до 1916—1917 годов). Все корабли лишились своей камуфляжной раскраски.
1916—1917
На «Новой Зеландии» и «Австралии» на кормовой надстройке установлено зенитное 102-мм орудие, одно 76-мм зенитное орудие установлено на башне «P». После Ютландского сражения на них установлено дополнительно порядка 80 тонн горизонтальной брони — усилено бронирование палуб над погребами боезапаса.
1917
Расширена и модифицирована носовая рубка. Нанесены шкалы на башни «A» и «Y». 305-мм орудия окрашены в светло-серый цвет, почти белоснежный на «Австралии». На обоих убраны носовые стеньги. На крыше носового поста управления стрельбой установлен дальномер.
1917—1918
На обоих крейсерах дальномер снят с верхушки поста управления. Убраны все 610-мм прожектора, и установлены восемь 914-мм. Площадки с парой прожекторов установлены с каждой стороны средней дымовой трубы. Площадки располагались эшелонированно — площадка левого борта была расположена ближе к носу, правого ближе к корме. Ещё пара прожекторов была установлена на верхнем мостике, ещё пара — на носовой надстройке перед платформой зенитных орудий. Модифицированы мостики. На башни «P» и «Q» установлены площадки для старта колёсных самолётов.
1919
Перед вояжем Джеллико по доминионам на «Новой Зеландии» во время ремонта в декабре 1918 — феврале 1919 года произведён ряд изменений. Были сняты указатели дистанции с мачт и шкалы с башен. Демонтированы нижние 102-мм орудия в носовой надстройке. Была перестроена носовая надстройка. Сняты носовая стеньга и обе брам-стеньги.

## Представители
| Название                   | Судоверфь          | Закладка        | Спуск на воду   | Принятие на вооружение | Судьба                                                            |
| -------------------------- | ------------------ | --------------- | --------------- | ---------------------- | ----------------------------------------------------------------- |
| Индефатигебл Indefatigable | Devonport Dockyard | 23 февраля 1909 | 28 октября 1909 | февраль 1911           | потоплен огнём линейного крейсера «Фон дер Танн» 31 мая 1916 года |
| Новая Зеландия New Zealand | Fairfield          | 20 июня 1910    | 1 июля 1911     | ноябрь 1912            | пущен на слом 19 декабря 1922                                     |
| Австралия Australia        | John Brown         | 23 июня 1910    | 25 октября 1911 | июнь 1913              | затоплен 12 апреля 1924                                           |

### Строительство
Крейсера заказывались и строились как броненосные и были переклассифицированы в линейные только в 1913 году. Стоимость постройки каждого корабля по предварительной смете составляла 1 343 000 фунтов стерлингов. В эту сумму входила стоимость башен с приводами — 120 255 фунтов стерлингов — и энергетической установки — 366 690 фунтов стерлингов.
Крейсер «Индефатигебл» был заложен на государственной верфи в Девенпорте 23 февраля 1909 года. Энергетическая установка была заказана частной верфи «Джон Браун и К°» в Клайдбанке. Спущен на воду 28 октября 1909 года и закончен постройкой в феврале 1911 года. Таким образом, общий период постройки составил 24 месяца, из них стапельный период составил 8 месяцев. На испытания крейсер вышел в октябре 1910 года. Фактическая стоимость постройки «Индефатигебла» составила 1 430 091 фунт стерлингов, ещё в 98 500 фунтов стерлингов обошлись орудия.
Крейсер «Новая Зеландия» строился на средства британского доминиона — Новой Зеландии. Заложен 20 июня 1910 года на частной судостроительной верфи «Фэрфилд Шипбилдинг и Инжиниринг, Ко» в Глазго. Спущен на воду 1 июля 1911 года и закончен постройкой 19 ноября 1912 года. Фактическая стоимость постройки составила 1 684 990 фунтов стерлингов. К этой стоимости необходимо добавить 98 200 фунтов стерлингов за орудия.
Крейсер «Австралия» был заложен на средства Австралии 23 июня 1910 года на частной верфи «Джон Браун и К°» в Клайдбанке. Изготовлением энергетической установки занималась та же компания. Спущен на воду 25 октября 1911 года, завершён постройкой в июне 1913 года. Всего постройка длилась 36 месяцев, в том числе стапельный период занял 16 месяцев. Фактическая стоимость постройки составила 1 684 990 фунтов стерлингов, и орудия обошлись ещё в 98 200 фунтов стерлингов.

### История службы

#### «Индефатигебл»
Вступил в строй 24 февраля 1911 года в Девенпорте, войдя в состав 1-й эскадры крейсеров. В январе 1913 года «Индефатигебл» переклассифицирован из броненосного в линейный крейсер, а 1-я эскадра — в 1-ю эскадру линейных крейсеров. В декабре 1913 года для усиления Средиземноморского флота была образована 2-я эскадра линейных крейсеров, куда был переведён и «Индефатигебл». В начале Первой мировой войны крейсер сначала участвовал в безуспешной попытке перехватить германский линейный крейсер «Гёбен», а затем в блокаде Дарданелл. 5 ноября участвовал в обстреле турецких батарей на мысе Хеллес. В январе 1915 года был сменён «Инфлексиблом» и ушёл на ремонт на Мальту. После ремонта, в феврале 1915 года вошёл во 2-ю эскадру линейных крейсеров Гранд-Флита.
31 мая 1916 года принял участие в Ютландском сражении. В составе авангарда вице-адмирала Битти в строю линейных крейсеров шёл шестым, замыкающим. В 15:48, при открытии огня, «Индефатигебл» вёл перестрелку с концевым в германской линии линейным крейсером «Фон дер Танн». В 16:02 три снаряда с германского крейсера попали в район грот-мачты, и «Индефатигебл» вывалился из строя вправо, скорее всего, из-за повреждения рулевого управления, а около 16:05 в него попало ещё два снаряда в район носовой башни. Произошёл взрыв боезапаса, и корабль скрылся в облаке огня и дыма. Через 15 минут, когда облако рассеялось, корабля уже не было на поверхности воды. Вместе с крейсером погибли 1017 матросов и офицеров. Спасти удалось только четверых.

#### «Новая Зеландия»
После постройки на средства Новой Зеландии крейсер подарен королевскому флоту Великобритании и 23 ноября 1913 года вошёл в состав 1-й эскадры крейсеров Хоум Флита. В 1913 году совершил кругосветное путешествие по Доминионам. В декабре 1913 года с эскадрой линейных крейсеров совершил визит в русские порты на Балтийском море. 19 августа 1914 года вошёл в состав 2-й эскадры линейных крейсеров.
28 августа 1914 года «Новая Зеландия» приняла участие в сражении в Гельголандской бухте. 15 января стала флагманом командующего 2-й эскадрой линейных крейсеров контр-адмирала Мура. 24 января 1915 года приняла участие в сражении у Доггер-банки. Вместе с «Индомитеблом», хоть и попыталась выжать из своих машин всё возможное, отстала от более быстроходных линейных крейсеров 1-й эскадры. Из-за этого по факту приняла участие только в добивании отставшего от германского соединения, повреждённого броненосного крейсера «Блюхер».
22 апреля 1916 года в тумане крейсер столкнулся с «Австралией» и пробыл в ремонте с апреля по май 1916 года. 31 мая 1916 года принял участие в Ютландском сражении, ведя перестрелку сначала с «Мольтке», а затем, после гибели «Индефатигебла», с «Фон дер Танном». Получил одно попадание 280-мм снарядом в барбет башни «X» без особых повреждений. После Ютландского сражения, показавшего недостаточность горизонтального бронирования британских линейных крейсеров, на «Новой Зеландии» увеличили на 25,4 мм толщину брони палуб в районе погребов.
В июне 1916 года временно вошла в состав 1-й эскадры линейных крейсеров, но после ввода в строй «Ринауна» вернулась во 2-ю эскадру, где и прослужила до конца войны. С декабря 1918 по февраль 1919 года прошла ремонт перед визитом в Доминионы. После ремонта с лордом Джеллико на борту совершила кругосветный круиз. После возвращения 15 марта был переведён в резерв, став флагманом Резервного флота. После заключения Вашингтонского морского договора 19 апреля 1922 года «Новую Зеландию» исключили из списка кораблей и 19 декабря 1922 года продали на слом.

#### «Австралия»
После постройки крейсер был отправлен в Австралию и стал флагманом Австралийского флота. Принимал участие в операциях против германской Восточно-Азиатской эскадры адмирала Шпее, выйдя из Австралии к мысу Горн. После Фолклендского сражения «Австралия» приняла участие в поисках и перехвате германских вооружённых торговых судов, обойдя мыс Горн. Затем в январе 1915 года отправилась на ремонт в Англию, в Плимут.
После ремонта 17 февраля 1915 года вошла в состав 2-й эскадры линейных крейсеров Гранд-Флита. 22 апреля 1916 года столкнулась в тумане с «Новой Зеландией». Крейсер проходил ремонт в апреле — июне 1916 года, из-за чего пропустил Ютландское сражение. 12 декабря 1917 года столкнулся с «Рипалсом» и проходил ремонт с декабря 1917 по январь 1918 года. После окончания войны 23 апреля 1921 года отправлен обратно в Австралию. 12 декабря 1921 года, в связи с выполнением условий Вашингтонского соглашения, выведен в резерв. 12 апреля 1924 года, после того как с него была снята часть оборудования, крейсер торжественно затоплен в 24 милях от Сиднея на глубине 270 метров.

## Оценка проекта
Крейсера типа «Индефатигебл» формально являлись крейсерским эквивалентом линкора «Нептун». Так как в целях экономии их водоизмещение было ограничено и не превышало водоизмещения «Нептуна», ценой за большую на 4 узла скорость стали отказ от одной из башен главного калибра и более слабое бронирование. На момент их создания это считалось обоснованным, так как традиционно для британских линейных крейсеров в них преобладала крейсерская составляющая. Они создавались согласно концепции лорда Фишера «скорость — лучшая защита». Считалось, что такой крейсер должен быть способен догнать более слабого противника и иметь возможность уйти от более сильного. Основным их предназначением считалась «тяжёлая разведка», борьба с лёгкими силами и рейдерами противника. В бою основных сил должны были осуществлять охват головы противника и добивание отставших кораблей. При этом большая скорость и мощные орудия должны были позволить выбирать дистанцию боя и вести обстрел тяжёлых кораблей противника с дальней дистанции.
| Характеристики артиллерии главного калибра капитальных кораблей, вступивших в строй в 1910—1912 годах | Характеристики артиллерии главного калибра капитальных кораблей, вступивших в строй в 1910—1912 годах | Характеристики артиллерии главного калибра капитальных кораблей, вступивших в строй в 1910—1912 годах | Характеристики артиллерии главного калибра капитальных кораблей, вступивших в строй в 1910—1912 годах | Характеристики артиллерии главного калибра капитальных кораблей, вступивших в строй в 1910—1912 годах | Характеристики артиллерии главного калибра капитальных кораблей, вступивших в строй в 1910—1912 годах | Характеристики артиллерии главного калибра капитальных кораблей, вступивших в строй в 1910—1912 годах |
| Орудие                                                                                                | 12″/45 Mark X                                                                                         | 12″/50 Marks XI                                                                                       | 28 cm/45 SK L/45                                                                                      | 28 cm/50 SK L/50                                                                                      | 30,5 cm/50 SK L/50                                                                                    | |
| --- | --- | --- | --- | --- | --- | --- |
| Калибр, мм                                                                                            | 305                                                                                                   | 305                                                                                                   | 280                                                                                                   | 280                                                                                                   | 305                                                                                                   | |
| Длина ствола, калибров                                                                                | 45 | 50 | 42,4 (45)                                                                                             | 46,8 (50)                                                                                             | 47,4 (50)                                                                                             | |
| Носители                                                                                              | «Индефатигебл»                                                                                        | «Нептун»                                                                                              | «Фон дер Танн»                                                                                        | «Мольтке»                                                                                             | «Гельголанд»                                                                                          | |
| Год принятия на вооружение                                                                            | 1908                                                                                                  | 1910                                                                                                  | 1909                                                                                                  | 1911                                                                                                  | 1911                                                                                                  | |
| Масса бронебойного снаряда, кг                                                                        | 389,8                                                                                                 | 386                                                                                                   | 302                                                                                                   | 302                                                                                                   | 405,5                                                                                                 | |
| Начальная скорость, м/с                                                                               | 831                                                                                                   | 869                                                                                                   | 855                                                                                                   | 880                                                                                                   | 855                                                                                                   | |
| Дульная энергия, МДж                                                                                  | 269,18                                                                                                | 291,49                                                                                                | 220,77                                                                                                | 233,87                                                                                                | 296,43                                                                                                | |
| Скорострельность, выстрелов в минуту                                                                  | 1,5—2                                                                                                 | 1,5                                                                                                   | 3 | 3 | 2—3                                                                                                   | |
| Максимальная дальность стрельбы, м (при угле возвышения орудия)                                       | 17 236 (13,5°)                                                                                        | 19 380 (15°)                                                                                          | 18 900 (20°)                                                                                          | 18 100 (13,5°)                                                                                        | 16 200—18 000 (13,5°) 20 400 (16°)                                                                    | |

Фактически крейсера типа «Индефатигебл» стали слегка увеличенной версией «Инвинсибла». Сохранили практически тот же уровень бронирования и максимальную скорость в 25 узлов. Некоторые источники приписывают им установку новых 50-калиберных орудий, но в реальности все три были вооружены теми же 45-калиберными 305-мм орудиями, что и «Инвинсибл». Единственным отличием было то, что за счёт разнесения бортовых башен по длине они получили большие сектора обстрела с возможностью стрелять через борт.
После того как были обнародованы реальные характеристики новых крейсеров, они подверглись жёсткой критике. Как отмечал военно-морской ежегодник «Брассей», у адмирала, получившего в распоряжение эти крейсера, появится большой соблазн поставить их в одну линию с линкорами, где их высокая скорость уже не будет иметь значения, а слабая защита может фатально сказаться на их судьбе.
| Сравнение сечений по миделю британских и германских линейных крейсеров | Сравнение сечений по миделю британских и германских линейных крейсеров | Сравнение сечений по миделю британских и германских линейных крейсеров | Сравнение сечений по миделю британских и германских линейных крейсеров |
| ---------------------------------------------------------------------- | ---------------------------------------------------------------------- | ---------------------------------------------------------------------- | ---------------------------------------------------------------------- |
|                                                                        |                                                                        |                                                                        |                                                                        |
| «Инвинсибл»                                                            | «Индефатигебл»                                                         | «Фон дер Танн»                                                         | «Мольтке»                                                              |

Но в условиях боевых действий Первой мировой войны британским линейным крейсерам пришлось столкнуться с германскими одноклассниками. Даже первый германский линейный крейсер — «Фон дер Танн» — обладал практически такой же скоростью. И в его отношении концепция Фишера уже не срабатывала. «Фон дер Танн» был вооружён восемью 280-мм орудиями, но германские инженеры достаточно обоснованно считали, что за счёт лучших баллистических характеристик и лучшего качества германских снарядов они эквивалентны британским 305-мм орудиям. При этом «Фон дер Танн», изначально планировавшийся для участия в бою главных сил, имел гораздо лучший уровень бронирования, фактически сравнимый с британскими линкорами того времени. Выше всяких похвал была и подводная защита германского крейсера — за счёт бронированной противоторпедной переборки, грамотной разбивки на отсеки и хорошо организованной борьбы за живучесть, она считалась лучшей в мире. Эти качества ещё более усилились в заложенном раньше «Индефатигебла» линейном крейсере «Мольтке» и заложенном чуть позже однотипном ему «Гёбене». Крейсера этого типа получили ещё одну башню главного калибра, более мощную броневую защиту и обладали большей, чем британские крейсера с 305-мм орудиями, скоростью. Поэтому специалистами признаётся, что германские крейсера с 280-мм орудиями обладали более высокими боевыми качествами. Это осознавали и сами британцы, во время охоты на «Гёбен» выставляя против него не менее двух своих линейных крейсеров.
Различия в боевой эффективности вытекают из разницы в подходах к строительству линейных крейсеров. Ещё в 1905 году профессор Массачусетской школы кораблестроения В. Ховгард предсказал, что эскадренный крейсер будущего должен незначительно уступать линкорам в вооружении и бронировании и иметь большую скорость, обладая из-за этого более крупными размерами. И если британские крейсера были меньше современных им британских линкоров, то водоизмещение германских линейных крейсеров всегда превышало водоизмещение современных им линкоров. Британцы пришли к этому результату только в следующем поколении линейных крейсеров — типе «Лайон». Кроме того, германские инженеры всегда уделяли повышенное внимание защите своих кораблей, и их бронирование традиционно было большей толщины, чем у британских капитальных кораблей. Кроме большего водоизмещения, играл свою роль и выбор планируемых театров боевых действий. Британские крейсера рассчитывались в том числе для службы на коммуникациях, поэтому уделялось внимание мореходности, дальности плавания, надёжности работы силовой установки и удобству работы экипажа. Германские же корабли рассчитывались для противостояния с британским флотом в условиях Северного моря. Поэтому мореходностью можно было пожертвовать, за счёт чего уменьшалась высота надводного борта и корпус получался более лёгким. А за счёт применения котлов с трубками малого диаметра и более стеснённых условий работы экипажа размеры котельных и машинных отделений на германских крейсерах были меньше, что позволяло высвободить полезные объёмы корпуса для других целей.
Опыт боевых действий подтвердил теоретические выкладки. Пока британские линейные крейсера действовали в рамках изначальной концепции Фишера, выступая в боях в Гельголандской бухте и у Фолклендских островов против лёгких и броненосных крейсеров, им сопутствовал успех. Но в бою с равным противником сказалась их низкая защищённость. И если сражение у Доггер-банки не было показательным, то в Ютландском сражении гибель трёх британских линейных крейсеров показала, что в дуэльных ситуациях германские крейсера обладали более высокими боевыми качествами и являлись более сбалансированными, чем их британские визави. Следует отметить, что взрывы боезапаса происходили не столько из-за слабого бронирования, сколько из-за общего недостаточного уровня противопожарной безопасности на британском флоте. В качестве метательного вещества использовался нестабильный и взрывоопасный кордит, а в конструкции башен и подбашенных отделений отсутствовали противопожарные заслонки и другие устройства, препятствующие проникновению форса пламени в погреба. В дополнение к этому немцы учли опыт возгорания зарядов в кормовых башнях «Зейдлица» в бою у Доггер-банки и предприняли меры для снижения возможности подобного возгорания, включая установку противопожарных заслонок и уменьшение количества зарядов, находящихся в боевом отделении башни. Британцы же после Доггер-банки, неудовлетворённые скорострельностью орудий главного калибра, напротив, решили увеличить количество зарядов, подготовленных к выстрелу и находящихся в боевом отделении. К тому же для ускорения подачи боезапаса двери между погребами и перегрузочным отделением держались открытыми.
| Сравнительные характеристики капитальных кораблей, вошедших в строй в 1910—1912 годах | Сравнительные характеристики капитальных кораблей, вошедших в строй в 1910—1912 годах | Сравнительные характеристики капитальных кораблей, вошедших в строй в 1910—1912 годах | Сравнительные характеристики капитальных кораблей, вошедших в строй в 1910—1912 годах | Сравнительные характеристики капитальных кораблей, вошедших в строй в 1910—1912 годах | Сравнительные характеристики капитальных кораблей, вошедших в строй в 1910—1912 годах | Сравнительные характеристики капитальных кораблей, вошедших в строй в 1910—1912 годах |
|                                                                                       | «Инвинсибл»                                                                           | «Индефатигебл»                                                                        | «Фон дер Танн»                                                                        | «Мольтке»                                                                             | «Нептун»                                                                              | «Гельголанд»                                                                          |
| ------------------------------------------------------------------------------------- | ------------------------------------------------------------------------------------- | ------------------------------------------------------------------------------------- | ------------------------------------------------------------------------------------- | ------------------------------------------------------------------------------------- | ------------------------------------------------------------------------------------- | ------------------------------------------------------------------------------------- |
| Класс                                                                                 | линейный крейсер                                                                      | линейный крейсер                                                                      | линейный крейсер                                                                      | линейный крейсер                                                                      | линкор                                                                                | линкор                                                                                |
| Год закладки                                                                          | 1906                                                                                  | 1909                                                                                  | 1908                                                                                  | 1909                                                                                  | 1909                                                                                  | 1908                                                                                  |
| Год ввода в строй                                                                     | 1908                                                                                  | 1911                                                                                  | 1910                                                                                  | 1912                                                                                  | 1911                                                                                  | 1911                                                                                  |
| Водоизмещение нормальное, т                                                           | 17 651                                                                                | 18 765,5                                                                              | 19 370                                                                                | 22 979                                                                                | 20 548,6                                                                              | 22 808                                                                                |
| Полное, т                                                                             | 20 400                                                                                | 22 433,3                                                                              | 21 300                                                                                | 25 400                                                                                | 23 418,8                                                                              | 24 700                                                                                |
| Номинальная мощность СУ, л. с.                                                        | 41 000                                                                                | 43 000                                                                                | 42 000                                                                                | 52 000                                                                                | 25 000                                                                                | 28 000                                                                                |
| Проектная максимальная скорость, узлы                                                 | 25                                                                                    | 25                                                                                    | 24,8                                                                                  | 25,5                                                                                  | 21                                                                                    | 20,5                                                                                  |
| Дальность, миль (на скорости, узлы)                                                   | 3090 (10)                                                                             | 6330 (10)                                                                             | 4400 (14)                                                                             | 4120 (14)                                                                             | 6620 (10)                                                                             | 5500 (10)                                                                             |
| Бронирование, мм                                                                      |                                                                                       |                                                                                       |                                                                                       |                                                                                       |                                                                                       |                                                                                       |
| Пояс                                                                                  | 152                                                                                   | 152                                                                                   | 250                                                                                   | 270                                                                                   | 254                                                                                   | 300                                                                                   |
| Башни, лоб                                                                            | 178                                                                                   | 178                                                                                   | 230                                                                                   | 230                                                                                   | 279                                                                                   | 300                                                                                   |
| Барбеты                                                                               | 178                                                                                   | 178                                                                                   | 200—230                                                                               | 200—230                                                                               | 254                                                                                   | 300                                                                                   |
| Рубка                                                                                 | 254                                                                                   | 254                                                                                   | 250                                                                                   | 300                                                                                   | 279                                                                                   | 400                                                                                   |
| Палуба                                                                                | 65—25                                                                                 | 65—25                                                                                 | 50                                                                                    | 50—30                                                                                 | 76—32                                                                                 | 80—55                                                                                 |
| Вооружение                                                                            |                                                                                       |                                                                                       |                                                                                       |                                                                                       |                                                                                       |                                                                                       |
| Главный калибр                                                                        | 4×2×305-мм/45                                                                         | 4×2×305-мм/45                                                                         | 4×2×280-мм/45                                                                         | 5×2×280-мм/50                                                                         | 5×2×305-мм/50                                                                         | 6×2×305-мм/50                                                                         |
| Вспомогательный                                                                       | 16×102-мм/50 4×57-мм                                                                  | 16×102-мм/50 4×57-мм                                                                  | 10×150-мм/45 16×88-мм/45                                                              | 12×150-мм/45 12×88-мм/45                                                              | 16×102-мм/50 4×57-мм                                                                  | 14×150-мм/45 14×88-мм/45                                                              |
| Торпедное вооружение                                                                  | 5×457-мм ТА                                                                           | 3×457-мм ТА                                                                           | 4×450-мм ТА                                                                           | 4×500-мм ТА                                                                           | 3×533-мм ТА                                                                           | 6×500-мм ТА                                                                           |